# 乌俄边界条约
乌克兰与俄罗斯联邦关于乌克兰-俄罗斯国家边界的条约（烏克蘭語：Договір між Україною і Російською Федерацією про українсько-російський державний кордон）是2003年1月28日由时任乌克兰总统库奇马和时任俄国总统普丁签署，规定两国之间边界的条约。该条约随后获得两国议会批准，并于2004年4月23日生效。该条约文本已提交联合国保存。